# Gare de Florennes-Est
Pour les articles homonymes, voir Gare de Florennes.
La gare de Florennes-Est est une ancienne gare ferroviaire belge de la ligne 138A, de Florennes à Givet, située sur le territoire de la commune de Florennes, dans la province de Namur en Région wallonne.
Mise en service en 1862 par la Compagnie de l’Est belge, elle est la principale gare de sa route principale de Châtelet à Givet desservant Florennes jusqu'à son remplacement par Florennes-Central. Elle sert d'arrêt pour les voyageurs jusqu'en 1954 et ferme aux marchandises en 1984. Une partie du bâtiment a été conservée comme habitation.

## Situation ferroviaire
Établie à 274 m d’altitude, la gare de Florennes-Est était située au point kilométrique (PK) 1,2 de la ligne 138A, de Florennes-Central à Givet (F). Elle se trouvait entre la bifurcation menant à Florennes-Central et Pavillons, au nord, et la halte de Chaumont.

## Histoire
Le chemin de fer fait son apparition à Florennes le 7 juillet 1854 lorsque la Société du chemin de fer de l'Entre-Sambre-et-Meuse met en service la gare de Florennes-Sud, terminus d'une ligne en impasse de Rossignol à Florennes avec une extension vers Philippeville.
La station de Florennes-Est est inaugurée le 23 juin 1862 par la Compagnie de l'Est belge qui livre à l'exploitation le même jour le prolongement vers Florennes, Doische et Givet du chemin de fer de Morialmé à Châtelineau. Pavillons et Florennes-Est assurent en plus des trains de voyageurs un trafic marchandises important au fur et à mesure que la région s'industrialise. La cour aux marchandises de Florennes-Est servait notamment à l'approvisionnement en charbon, avec une scierie et une usine de produits réfractaires possédant leur raccordement.
L'Est belge et l'Entre-Sambre-et-Meuse s'intègrent en 1864 au sein du Grand Central Belge. Les deux gares de Florennes restent néanmoins isolées l'une de l'autre, possédant chacune leur hôtel des voyageurs. Les voyageurs désireux de transiter d'une ligne à l'autre devaient traverser Florennes sur 2 km par leurs propres moyens.
Les Chemins de fer de l'État belge construisent à leur tour une liaison ferroviaire vers Florennes en 1895 (ligne 136A). En attendant la reprise du Grand Central Belge, qui est actée fin 1897, le terminus de cette ligne se trouvait non loin de Florennes-Est dans une éphémère gare appelée Florennes-État sur un tronçon de la ligne de l'Est belge.
En 1905, c'est au tour de la Société nationale des chemins de fer vicinaux d'inaugurer le tramway à voie métrique de Dinant à Florennes (ligne 556) dont le terminus est implanté à côté de la gare de l'Est, du moins jusqu'en 1911…
Au début du XXe siècle, les Chemins de fer de l'État belge décident en effet de réaliser l'interconnexion et la reconstruction des lignes ferroviaires menant à Florennes. En 1910, la gare de Florennes-Sud est désaffectée et la ligne est détournée pour rejoindre celle construite par l'Est belge au moyen d'une bifurcation en triangle. Sur cette nouvelle section est bâtie l'imposante gare de Florennes-Central avec 6 voies pour les trains de voyageurs de toutes les lignes afférentes ainsi que de vastes installations pour les marchandises et un dépôt de locomotives. À partir de cette date, les trains de la ligne de Givet ont leur terminus à cet endroit, tout comme ceux venant de Châtelet ainsi que les tramways vicinaux.
Florennes-Est reste néanmoins ouverte comme arrêt secondaire pour les trains de voyageurs, au vu de son implantation en périphérie, tout comme pour les cargaisons de marchandises.
Durant la Seconde Guerre mondiale, l'occupant allemand crée un terrain d'aviation qui devient à la libération de la région une importante base américaine et belge. La base aérienne de Florennes est implantée à moins d'un kilomètre de l'ancienne gare.
Le trafic voyageurs entre Florennes et Doische (dernière gare avant Givet) est supprimé en octobre 1954. Plusieurs sections de la ligne ferment laissant seulement une desserte hebdomadaire de la section Florennes-Central - Merlemont. Cette section, et la cour aux marchandises de Florennes-Est, est finalement désaffectée le 2 janvier 1984,.

## Patrimoine ferroviaire
Le bâtiment des recettes est aménagé en logements.
Utilisant le même plan type que les autres gares de la lignes bâties en 1862 (Pavillons excepté), il s'agit d'une haute construction d'influence néo-classique dont le corps de logis était ici encadré par une aile de deux travées et une qui comportait à l'origine une fenêtre, puis trois (dont deux petites pour les colis) et a plus tard été portée à cinq. Cette dernière partie, en mauvais état, a été démolie et le reste du bâtiment rénové.
Les bâtiments des gares de Gerpinnes, Villers-le-Gambon, Merlemont et Romedenne-Surice étaient similaires. Les deux premiers sont conservés en bon état et le troisième a perdu son étage supérieur.